# I Fell in Love with the Devil
«I Fell In Love With The Devil» —en español: «Me Enamoré Del Diablo»— es una canción interpretada por la cantautora franco-canadiense Avril Lavigne perteneciente a su sexto álbum de estudio Head Above Water. Fue estrenada como el cuarto sencillo del álbum el 28 de junio de 2019, por BMG. Fue escrita por Lavigne sobre una relación tóxica que mantuvo mientras padecía la enfermedad de Lyme, y producida por ella misma junto al productor Chris Baseford.

## Antecedentes y lanzamiento
El 7 de febrero, Avril Lavigne escribió sobre la canción a través de sus redes sociales: "A veces tu corazón está en conflicto con tu cabeza y te lleva a situaciones que sabes que no están bien y una vez que estás ahí, es muy difícil salir. He producido esta canción junto a Chris Baseford.
"I Fell in Love with the Devil "se anunció como el segundo sencillo del álbum el 7 de junio de 2019. Para la portada del álbum la cantante invitó a sus seguidores a que la realicen a través de un concurso el diseño del sencillo. "¡Hola chicos! Ya que siempre son tan artísticos y creativos con las fotos que comparto, ¡quería darles la oportunidad de ayudar a diseñar mi próxima portada! Estoy muy emocionada de estar trabajando y planificando la promoción de "I Fell In Love With The Devil" declaró Lavigne a través de sus redes sociales.
Después del lanzamiento del vídeo compartió un texto con sus seguidores en su cuenta de Instagram a modo de pergamino en donde expresaba su inspiración para escribir la canción y lo que esta representaba para ella.

Escribí I Fell In Love With The Devil como un constante recordatorio de que algunas de las personas más oscuras de este mundo pueden disfrazarse de ángeles. Seguirá recordándome mi valor y lo que merezco como mujer. A veces no es fácil alejarse. Pero estoy tan harta del dolor y la angustia, y sé lo que merezco. Por favor, permite que mi canción sea tu recordatorio de no permitir que los demonios de otra persona te derriben. Ahora voy a romper este maldito ciclo, enterrar todas las relaciones tóxicas y las cosas que las personas me han hecho en el pasado, PRESENTE y futuro ...
Enterraré el dolor y el trauma constantes, cerraré el ataúd y nunca miraré hacia atrás. ⁣DEP, Avril Lavigne

## Crítica y recepción
En una reseña de álbum Head Above Water, Arielle Gordon de Pitchfork dijo: "Desafortunadamente, muchas de las afirmaciones que hace son, por el contrario, antiguas y sin inspiración. Incluso en sus momentos más fuertes, no hay nada revelador en las letras, que tienen una tendencia a el peor ofensor, "I Fell in Love with the Devil" relata la historia de un amante descarriado con metáforas que parecen sacadas de una entrada de LiveJournal".  El Zoe Camp de SPIN también fue desfavorable en su revisión, afirmando que Lavigne hizo un "apuro técnico (leído: sonaba aburrido) en el alma de 'I Fell in Love with the Devil'" y ofreció una "toma no favorable de una relación tóxica". Alexandra Pollard de The Independent fue más positiva en su revisión de la canción, al afirmar que "la voz de Lavigne también alcanza nuevas alturas, especialmente en "I Fell in Love with the Devil", una siniestra y estratificada reflexión sobre relaciones tóxicas". Emily Zemler, de Rolling Stone, lo calificó de "himno emotivo" y "número conmovedor", y afirmó que la canción es un tema mucho más emocional que sus anteriores sencillos "Head Above Water" y "Dumb Blonde".

## Vídeo musical
El vídeo fue grabado durante la última semana de junio y la primera semana de julio de 2019 y fue dirigido por Elliott Lester, quien anteriormente ya había trabajado en el vídeo de Head Above Water en el 2018. Durante ese mismo mes, Avril Lavigne compartió fotos de la filmación del vídeo para divulgar la canción, acto que más tarde causó controversia. La canadiense fue acusada de ser antirreligiosa al usar imágenes cristianas para promover el tema. El vídeo musical fue estrenado oficialmente el 15 de julio del mismo año.
El vídeo comienza con Avril Lavigne cantando "It's just devils, fight over me... take me to heaven" mientras camina con un vestido rojo. Al comenzar el instrumental de la canción se aprecia a Lavigne conduciendo un coche fúnebre el cual tiene un colgante en el retrovisor con dos escopetas y nueve rosas haciendo referencia a la lírica de la canción "Shotguns and roses", más adelante se ven cartas sobre el piso, siendo estas llevadas por el viento. El coche fúnebre también lleva un ataúd dentro donde se observa a Lavigne lista para ser enterrada viva por ella misma. En la siguiente escena Avril Lavigne aparece tocando el piano en un cementerio con un vestido rojo muy largo (muy similar a los pasados vídeos de When You're Gone y Alice), después aparece Zane Carney interpretando el diablo, incitándola a pecar mientras otra versión de Lavigne sujeta fuertemente un crucifijo, finalmente accede y toma la mano del diablo, después hay una breve pausa en el vídeo donde se escucha nuevamente a Lavigne cantando "Sunlight, shadows over me... it's now or never". Al final del vídeo Lavigne destruye el ataúd para reflejar que por fin ha salido de esa relación tóxica que describe en la canción.

## Presentaciones en vivo
Avril Lavigne interpretó la canción en The Late Late Show con James Corden el día 30 de abril de 2019.

## Lista de ediciones
Descarga digital

| N.º | Título                                         | Escritor(es)  | Duración |  |
| 1.  | «I Fell in Love with the Devil» (Radio single) | Avril Lavigne | 3:38     |  |

## Créditos y personal
Créditos adaptados de Genius.
- Avril Lavigne - Voz principlal, producción y composición.
- Chris Baseford - Producción vocal.
- Chris Gehringer - Ingeniero
- John Hanes - Ingeniero
- Serban Ghenea - Ingeniero
- Larry Gold - Arreglista de cuerdas
- Will Quinnell - Maestro de ingeniería

## Posicionamiento en listas
| Listas (2019)                    | Mejor posición |
| -------------------------------- | -------------- |
| China (Airplay/FL)               | 9              |
| Estados Unidos (Lyric Find U.S.) | 21             |

## Historial de lanzamiento
| País           | Fecha               | Formato                      | Discográfica | Ref           |
| -------------- | ------------------- | ---------------------------- | ------------ | ------------- |
| Varios         | 28 de junio de 2019 | Descarga digital y Streaming | BMG          | [ 31 ]        |
| Italia         | 12 de julio de 2019 | Contemporary hit radio       | BMG          | [ 32 ]        |
| Estados Unidos | 29 de julio de 2019 | Radio Hot adult contemporary | BMG          | [ 33 ] [ 34 ] |